# Pretties for You
Pretties for You — дебютный студийный альбом американской рок-группы Alice Cooper, выпущенный 25 июня 1969 года лейблом Straight Records, принадлежавшим Фрэнку Заппе. В то время название «Alice Cooper» относилось к группе, а не к её вокалисту Винсенту Фурнье.

## Об альбоме
Альбом имеет психоделический привкус; группе ещё предстояло выработать более лаконичное хард-роковое звучание, которым они прославились. Большинство треков отличаются необычным размером и аранжировкой, резким синкопированием, выразительной динамикой, звуковыми эффектами и эклектичным диапазоном музыкальных влияний. Несколько песен, таких как «Levity Ball», демонстрируют влияние Pink Floyd эпохи Сида Барретта, с которым группа тусовалась во время турне британской группы по США. Гитарист Alice Cooper Глен Бакстон заявил, что может часами слушать игру Барретта на гитаре. Музыка пластинки была экспериментальной и, как писал автор биографии группы Джеффри Морган, «…слишком перенасыщенной постоянными сменами тональности и темпа, чтобы заинтересовать современников».
Альбом поднялся до места № 194 в списках Billboard Top LP’s.

## История записи
Альбом, записанный за два вечера в Whitney Studios (Бербанк, Калифорния), был выдержан в психоделически-гаражном ключе, напоминал работы — отчасти Сида Барретта, отчасти Заппы.
Как ни удивительно может это показаться сейчас, участники группы были убеждены, что записывают коммерческую музыку и совершенно не могли понять причин всеобщего неприятия. Элис Купер позже признавался, что позже понял абсурдность своих претензий, но «…тогда был очень обижен на Заппу, который хотел превратить группу в „нечто комедийное“ и переименовать в Alice Cookies». (Брайан Нелсон, июнь 1995)
...В ноябре 1968 года мы явились студию и сыграли каждую вещь по пять-шесть раз; Херби Коэн и Заппа сидели за пультом. Мы думали, что только начинаем подготовительную работу: запишем сейчас базовые треки, а потом начнём экспериментировать. И вдруг Заппа выходит из-за стекла и заявляет: «Окей, ваш альбом будет готов в следующий вторник». Я ему: «Но тут были кое-какие ошибки. Мы даже не готовились к записи». Он потрепал меня по плечу: «Не волнуйся: при микшировании всё уладим». Альбом мы увидели и услышали лишь пять месяцев спустя.
 — Элис Купер, в биографии «Me Alice» Стивена Гейнса.

## Обложка
Первоначально Заппа намеревался поместить на обложку картину Дали, но не сумел заручиться правами. Вместо этого он использовал картину Эда Бирдсли из своей личной коллекции.

Картина, между прочим, называлась Pretties for You, так что альбом название своё получил от неё. Заппа, мой хороший друг, однажды зашёл ко мне в студию и купил две картины, которые собрался использовать для обложек — Alice Cooper и Mothers of Invention. Вторая из них называлась «The Four Apostles». Обе осели у него дома: «Pretties for you» — в центральной гостиной, «Apostles» — внизу, в музыкальной студии. Понятия не имею, что произошло с ними после смерти Фрэнка… Идея картины — грезы и сожаления умершего. Источником вдохновения для меня явился отчет в «Лайф» о похоронах итальянского режиссёра. Больше всего в тех фотографиях мне понравилась шляпа покойного, и почему-то я стал представлять себе, какие мысли могли бы прийти ему в голову на его собственных похоронах… — профессор Эдвард Р. Бирдсли, октябрь 2003 года.

### Переиздания
В 1973 году на волне популярности группы компания Warner Bros. выпустила в Великобритании двойной альбом School Days: The Early Recordings (K66021), куда (под новой обложкой) вошли Easy Action и Pretties for You.
Песня «Reflected», выпущенная первым синглом, была впоследствии переписана и под заголовком «Elected» вошла в альбом Billion Dollar Babies.

## Приём
Лестер Бэнгс из Rolling Stone счёл, что в альбоме не было «[намёков] на жизнь, спонтанность, радость, ярость или какую-либо подлинную страсть или убеждённость». Тем не менее, он заявил, что «в контексте ограничений, наложенных [Alice Cooper] на себя, альбом можно слушать». Он завершил рецензию словами, что «музыка Alice Cooper, во всяком случае, для этого рецензента совершенно необязательна». Стивен Томас Эрлевайн из AllMusic заметил, что альбом «был серьёзным, иногда охваченным энтузиазмом, но ошибочным ударом по психоделии». Басист Деннис Данауэй называет Pretties for You своей любимой пластинкой Alice Cooper.

## Концерт-посвящение
8 ноября 2015 года вся запись была исполнена вживую в The Stone в Нью-Йорке в рамках резиденции Ника Дидковского. Присутствовали Нил Смит, Деннис Данауэй и Синди Смит Данауэй. Деннис Данауэй присоединился к группе для исполнения песни «Nobody Likes Me» на бис, которая изначально должна была быть включена в альбом.

## Список композиций
Слова и музыка всех песен — Элис Купер, Глен Бакстон, Майкл Брюс, Деннис Данауэй и Нил Смит.
| №                   | Название                          | Длительность |
| ------------------- | --------------------------------- | ------------ |
| 1.                  | «Titanic Overture» (инструментал) | 1:09         |
| 2.                  | «10 Minutes Before the Worm»      | 1:27         |
| 3.                  | «Sing Low, Sweet Cheerio»         | 5:33         |
| 4.                  | «Today Mueller»                   | 1:38         |
| 5.                  | «Living»                          | 3:02         |
| 6.                  | «Fields of Regret»                | 5:36         |
| Общая длительность: | Общая длительность:               | 18:25        |

| №                   | Название                            | Длительность                    |
| ------------------- | ----------------------------------- | ------------------------------- |
| 7.                  | «No Longer Umpire»                  | 1:54                            |
| 8.                  | «Levity Ball» (Live at the Cheetah) | 4:23                            |
| 9.                  | «B.B. on Mars»                      | 1:09                            |
| 10.                 | «Reflected»                         | 3:10                            |
| 11.                 | «Apple Bush»                        | 2:57                            |
| 12.                 | «Earwigs to Eternity»               | 1:14                            |
| 13.                 | «Changing Arranging»                | 2:58                            |
| Общая длительность: | Общая длительность:                 | 17:45 Общая длительность: 36:10 |

## Участники записи
Список составлен по сведениям базы данных Discogs.
Alice Cooper band:
- Элис Купер — вокал, гармоника
- Глен Бакстон — соло-гитара
- Майкл Брюс[англ.] — ритм-гитара, клавишные, бэк-вокал, вокал («Sing Low, Sweet Cheerio»)
- Деннис Данауэй[англ.] — бас-гитара, бэк-вокал
- Нил Смит[англ.] — ударные, бэк-вокал

Технический персонал:
- Alice Cooper Band — музыкальный продюсер
- Херб Коэн — музыкальный менеджер
- Эд Бирдсли[англ.] — оформление обложки
- Эд Караефф[англ.] — фотография
- Джон Уильямс — дизайн

## Позиции в хит-парадах
| Год  | Чарт                     | Позиция |
| ---- | ------------------------ | ------- |
| 1969 | США (Billboard Top LP’s) | 194     |